# مارلين سميث
مارلين سميث هي متزلجة فنية كندية، ولدت في 2 أغسطس 1932.

## وصلات خارجية
- مارلين سميث على موقع أوليمبيديا (الإنجليزية)